# Рота поліції «Святослав»
Рота «Святослав» — добровольча рота патрульної служби поліції особливого призначення, що створена в травні 2014 року у структурі УМВС України в Кіровоградській області, як батальйон міліції «Кіровоград», а 10 грудня 2016 року перейменована на честь князя Святослава.
В 2023 році бійці спецпідрозділу увійшли в роту спеціальних операцій «Еней» Департаменту поліції особливого призначення «Об’єднана штурмова бригада Національної поліції України «Лють».

## Історія

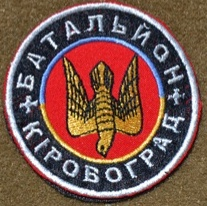
Емблема Кіровоградського батальйону

1 серпня 2014 року бійці батальйону склали присягу на вірність українському народові. На складанні присяги були присутні заступник Міністра внутрішніх справ України Микола Величкович, керівник Департаменту міліції особливого призначення Віктор Чалован, начальник УМВС України в Кіровоградській області Анатолій Вітюк. 
У 2014 році, тоді ще у міліцейському батальйоні особливого призначення «Кіровоград» (нині – «Святослав») розпочали службу більшість діючих співробітників, які і нині складають його кістяк. Всіх їх об’єднує спільне бажання захистити громадян та державу під час виконання службових обов’язків у зоні проведення АТО.
Влітку 2014 року побував у Дебальцевому. Співробітники батальйону «Святослав» у складі зведеного загону заступили у черговий добовий наряд із охорони громадського порядку та підтримання публічної безпеки у місті. Згодом надійшла оперативна інформація, що у колишньому напівзруйнованому приміщенні міської ради можуть переховуватися озброєні бойовики одного з бандугрупувань. До місця висунулися військові, працівники місцевого райвідділу та батальйону «Кіровоград», серед яких був і Ігор Качур. Інформація про переховування злочинців підтвердилася. На вимогу правоохоронців про припинення опору – пролунали постріли у відповідь. Під час перестрілки було поранено одного з правоохоронців місцевого райвідділу. Ігор Качур, у свою чергу, не розгубився та надав першу домедичну допомогу пораненому та допоміг евакуювати його з-під обстрілів. Завдяки особистій хоробрості та умінню бійця вчасно зреагувати у критичній ситуації, життя постраждалого вдалося врятувати. Пізніше були затримані і учасники стрілянини.
У 2015 році під час відрядження до Вуглегірську на Донеччині бійці батальйону заступили на службу з охорони громадського порядку та підтримання публічної безпеки на вулицях міста. Біля одного з нежилих приміщень правоохоронці помітили групу підозрілих осіб. До них підійшли бійці одного зі спецпідрозділів, а зловмисники у відповідь відкрили вогонь. Бійці «Святослава» одразу ж згрупувалися та почали відстрілюватися, чим допомогли вийти з-під обстрілів своїм колегам. Завдяки злагодженим діям наших спецпризначенців, вдалося уникнути жертв серед правоохоронців і мирного населення, затримати озброєних злочинців.
Позаду найгарячіші точки східного краю: Волноваха, Вуглегірськ, Дебальцеве, Золоте, Лисичанськ, Маріуполь та інші. Наразі бійці батальйону поліції особливого призначення «Святослав» продовжують нести службу в зоні проведення антитерористичної операції та оберігають спокій мирних громадян на під’їздах до Попасної та Лисичанська Луганської області.
2018 року Батальйон патрульної служби поліції особливого призначення «Святослав» скоротили чисельно та реорганізували в роту чисельністю до 90 осіб.
24 серпня 2023 року біля села Кліщіївка Донецької області під час виконання бойового завдання загинув боєць роти Михайло Головін.  У 2019 він розпочав службу в роті поліції особливого призначення «Святослав», а з серпня 2023 року після об'єднання з ротою спеціальних операцій «Еней» департаменту поліції особливого призначення (об’єднана штурмова бригада Національної поліції України «Лють»), служив на посаді заступника командира взводу №1.